# Nyssopsora clavellosa
Nyssopsora clavellosa är en svampart som först beskrevs av Miles Joseph Berkeley, och fick sitt nu gällande namn av Joseph Charles Arthur 1912. Nyssopsora clavellosa ingår i släktet Nyssopsora och familjen Raveneliaceae.   Inga underarter finns listade i Catalogue of Life.